# Petit polatouche
Glaucomys volans
Espèce
Statut de conservation UICN

 LC  : Préoccupation mineure
Répartition géographique
Le petit polatouche (Glaucomys volans) est l'une des deux espèces d'écureuils volants (l'autre est le grand polatouche) que l'on peut trouver en Amérique du Nord. Il est aussi connu sous le nom d'assapan ou d' « écureuil volant » et les anglophones le nomment southern flying squirrel (« écureuil volant du sud »). On le retrouve dans les forêts de conifères et les forêts mixtes.

## Alimentation
Il mange des cônes de pins et des graines de tournesol.
Il visite régulièrement la mangeoire durant la nuit, il s'y régale de graines de tournesol destinées aux mésanges. 

## Reproduction
Cette espèce atteint sa maturité sexuelle à l’âge de neuf mois. Les femelles ont une ou deux portées par année, avec en moyenne quatre petits. La reproduction se déroule entre avril et juin. La gestation des femelles est d’une durée de 40 jours. Les petits naissent entre mai et août. À la naissance, ils sont aveugles, nus et sourds. Ils effectuent leur premier vol plané vers l’âge de 60 jours.

## Mœurs
Les petits polatouches ne volent pas en battant des ailes comme les oiseaux mais ils planent grâce à une membrane que l'on appelle le patagium qui s'étend des chevilles aux poignets. Ils utilisent la queue pour se diriger et atterrir plus doucement. Ils peuvent effectuer de grands virages en plein vol et, en ligne droite, font montre d'une finesse maximale de 3.
Les petits polatouches sortent plutôt la nuit. Leurs grands yeux noirs leur donnent une bonne vision nocturne. Ils n'hibernent pas mais durant l'hiver, ils se mettent à plusieurs dans un nid, pour se tenir chaud. Ils vivent en région forestière.